# 오스카르 디를레방거
오스카르 파울 디를레방거 박사(독일어: Dr. Oskar Paul Dirlewanger, 1895년 9월 26일 ~ 1945년 6월 7일)는 나치 독일 무장친위대의 악명높은 형벌부대인 디를레방거 여단의 창설자이자 사령관이었다. 디를레방거는 역사상 최악의 전쟁 범죄자 중 한 명으로 꼽힌다. 2차대전 발발 이전에는 1차대전 및 에스파냐 내전에 참전하기도 했으며, 최종 계급은 예비역 상급지도자이다. 종전 이후 포로수용소에서 구타당하여 사망한 것으로 추정된다.

## 유년기
디를레방거는 1895년 9월 26일 뷔르츠부르크에서 상인의 아들로 태어났으며, 1906년 이사한 후 대부분의 소년기를 에슬링겐에서 보냈다. 에슬링겐에서 고등학교를 다니고 1913년 아비투어를 마쳤다.

## 제1차 세계대전
디를레방거는 1913년 10월 1일 뷔르템베르크군에 입대하여 독일제국 제13군단 예하의 "König Karl" 척탄병 123연대에서 기관총 사수로 복무했으며, 복무는 1년 간의 지원병 과정이었다. 그는 제1차 세계대전의 서부 전선에 이 부대의 일원으로 참전했으며, 독일의 벨기에 침공과 프랑스 전선에서 싸웠다. 그는 6차례 부상을 입고 철십자 훈장 2급과 1급을 받았으며 중위 계급으로 러시아 남부와 루마니아의 서부 전선에서 중대를 지휘하던 중 종전을 맞았다. 적대 행위가 중단되자 디를레방거의 부대는 루마니아 지역에 억류되어 있도록 명령받았지만 디를레방거는 명령에 불복종하고 600명의 부대 병력을 이끌고 독일로 돌아갔다. 독일의 전기작가 Knut Stang은 "이 전쟁은 디를레방거의 향후 그의 생애와 '공포 전술'을 만들어 내는 데 기여한 요인이 되었다"고 말하는데, "알코올 중독과 가학성애적 성향을 포함하는 그의 비도덕적 성격이 전선 체험에 의해 더욱 황폐화되었기 때문"이라고 한다.

## 전간기
당시 경찰 기록에서 디를레방거는 "정신적으로 불안정하며, 폭력광이자 알코올 중독자로, 약물에 취하여 폭력을 휘두르는 경향이 있다"고 묘사되어 있다. 1차 대전 이후 그는 다양한 자유군단 계열 우익 민병대에 들어가 공산주의자나 폴란드인과 싸우거나 독일 11월 혁명을 진압하는 일에 참여했다. 나중에 그는 뷔르템베르크에서 "도로 감시" 명목으로 무장 학생 편대를 구성하기도 했다. 1921년 부활절 일요일에 디를레방거는 막스 횔츠(Max Hoelz)가 이끄는 독일 공산당 계열 민병대가 습격하여 점령한 장거하우젠으로 이동하는 무장 열차를 지휘했다. 당시 적 민병대가 군대를 차단하는 데 성공하며 디를레방거의 공격은 실패했으나, 밤에 친정부군이 증강되자 공산당 세력은 마을에서 철수했다. 이 작전 중 디를레방거는 머리에 스친 총상을 입었는데, 나치당 집권 이후 "적색 테러분자로부터의 해방자"로 인정되어 명예 시민권을 받았다.
여러 차례 전투에 참여하면서도 그는 괴테 대학교 프랑크푸르트에서 공부하였고 1922년 계획 경제를 분석 비판하는 논문으로 정치학 박사학위를 취득하였다. 그 다음해에 그는 나치당과 돌격대에 가입하였다. 1928년에서 1931년까지 그는 에르푸르트의 유대인 가족이 소유한 섬유 공장에서 전무이사로 일하며 돌격대 활동을 접었으나 돌격대에 금전적인 지원을 계속했는데, 그 자금 출처는 자기 회사로부터의 횡령일 가능성이 있다. 1933년 나치당의 권력 장악 이후 그는 하일브론에서 나치당 직책이던 직업 소개소 임원이 되는 특혜를 받았다.
그러나 디를레방거는 불법 무기 소지나 횡령으로 여러 차례 유죄 판결을 받았다. 1934년에는 독일소녀동맹 소속의 14세 소녀를 강간한 것에 더하여 정부 차량을 유용하여 음주운전 중에 파손시킨 혐의로 기소되어 징역 2년형을 선고받았다. 이후 그는 직장과 모든 명예를 잃은채 당에서 파면되었다. 감옥에서 석방된 이후 그는 유사한 범죄를 다시 일으켰다가 체포되었다. 그는 곧 벨츠하임 수용소로 보내졌으나, 그의 전시 동료이자 친위대 본부 수장직을 역임한 나치당 간부로서 하인리히 힘러와도 오랜 친분이 있던 고틀로프 베르거의 사적 개입으로 풀려나 SS로 복직되었다.
이후 그는 스페인으로 건너가 스페인 내전에서 콘도르 군단에 들어가 싸웠고, 1936년부터 1939년까지 복무하며 세 차례 부상을 입었다. 후원자 베르거의 도움으로 그는 스페인에서의 복무를 고려하여 범죄 전과를 재고해 줄 것을 청원하는 데 성공하였고, 더 높은 당원 번호이기는 했으나 나치당원 지위와 박사 직함을 되찾을 수 있었다.

## 제2차 세계 대전
제2차 세계 대전이 발발하자 디를레방거는 무장친위대에 자원하여 상급돌격지도자 계급을 받고 후에 디를레방거 여단으로 알려지게 될 부대를 지휘하게 되었다. 초기에 이 부대는 비교적 전통적인 배경을 가진 밀렵꾼들로 이루어져 있었는데, 그들의 추적·사격 실력이 파르티잔 토벌 활동에 유용할 것으로 기대되었기 때문이다. 그러나 나중에 여단의 인원은 민군을 막론하고 여러 이유로 유죄판결을 받은 범죄자들이나 강제 수용소 수감자들로 충원되기 시작했으며, 결국 전쟁 후반에 가서는 정신질환자, 동성애자, 집시, 심지어 반나치 정치범까지 포함한 형벌 부대가 되었다.
처음에 이 부대는 폴란드 총독부의 보안 직무에 투입되었는데, 이곳에서 디를레방거는 스타리 지쿠프 노동 수용소 관리관으로 복무하였다. 후에 SS판사 게오르크 콘라트 모르겐은 디를레방거를 이 수용소에서 살인, 부패, 인종오염(아리아인의 비-아리아인과의 성관계)을 저지른 혐의로 기소하였는데, 도리어 지도부에 의해 모르겐은 계급을 강등당하고 동부 전선으로 보내졌다. 모르겐에 의하면 "디를레방거는 모두에게 번뇌과 공포의 대상이었다. 그는 루블린의 게토를 반복적으로 약탈하고 몸값을 갈취하였다." 디를레방거가 저지른 잔혹행위 중에는 젊은 유대인 여성 수감자들의 옷을 벗기고 채찍질한 뒤 스트리크닌을 주사하여 경련을 일으켜 죽는 모습을 동료들과 함께 구경하며 오락거리로 삼고는 했던 것이 포함되었다. Raul Hilberg에 의하면 이 수용소가 소위 '인간 비누' 괴담이 탄생한 곳인데, 디를레방거가 유대인 여성을 조각낸 뒤 말고기와 함께 삶아 비누를 만든다는 소문이 돌았었기 때문이다.
디를레방거의 부대 지휘는 계속적인 알코올 남용, 약탈, 가학적인 잔혹행위, 강간, 살인으로 점철되었으나, 상관 베르거는 이를 용인하였으며 "열등인종"과의 싸움에서 그와 같은 인물을 절실히 필요로 하던 힘러도 그러했다. SS 여단지도자이던 오딜로 글로보치니크는 힘러에게 보내는 편지에서 그를 "지코프의 유대인 수용소를 관리할 훌륭한 인재"로 추천하기도 하였다. 뉘른베르크 재판에서 베르거는 "그는 좋은 인간은 아니었으나 좋은 군인이었으며, 다만 술을 끊을 줄을 몰랐던 것이 문제였다"고 말했다.
1942년 2월 그의 부대는 벨라루스 지역의 "도적떼 토벌"(Bandenbekämpfung) 작전에 투입되어 반군과 싸웠다. 그의 부대는 1942년부터 벨라루스에서 젊은 여성들을 강간하고 고문했으며 아인자츠그루펜과 같은 방식으로 유대인들을 학살하였다. 티머시 스나이더는 "디를레방거가 선호하던 방법은 지역 주민들을 헛간 속에 몰아넣고 불을 지른 다음 탈출하려는 사람을 모두 기관총으로 쏘는 것이었다"고 썼다. 그는 민간인들을 모아 지뢰밭 위로 행진시킬 인간 방패로 사용하기도 했다. 스나이더는 그의 특공대가 살해한 벨라루스 민간인이 적어도 3만 명에 달할 것이라고 추정했다. 힘러는 디를레방거의 평판과 행적을 알고 있었음에도 1943년 12월 콧부스 작전에서 1만 4천 명의 "파르티잔"을 해치운 부대의 성과에 대해 그에게 독일 십자 훈장을 수여했다.
1944년 중반의 바그라티온 작전 중에 디를레방거의 부대는 적 정규군과의 전투에서 막대한 손실을 입었다. 이후 부대는 급히 재건되고 여단으로 개편되어 바르샤바 봉기 진압에 투입되었다. 역사가 Martin Windrow는 "디를레방거는 도살자, 강간범, 약탈자들을 이끌고 바르샤바 봉기 진압 작전에 뛰어들었고 순식간에 형언할 수 없는 범죄를 저질렀다"고 쓰고 있다. 바르샤바에서 디를레방거는 군경과 함께 볼라 학살(Wola massacre)에 가담하여 약 40,000명의 민간인을 잡아 죽였으며 희생자 대부분이 단 이틀 사이에 죽었다. 같은 볼라 지역에서, 디를레방거는 안에 환자가 있던 3개의 병원을 불살랐고 당시 인기있던 노래인 "In München steht ein Hofbräuhaus"에 맞춰 간호사들을 채찍질, 윤간하고 마침내 의사와 함께 알몸으로 교수형시켰다고 한다. 나중에 가서 그들은 온 구시가지를 누비고 다니며 술을 마시고 나이, 성별이나 민군의 구분 없이 강간, 살인을 저질렀다. 약 30,000명의 민간인이 사망한 구시가에서는 독일군이 야전 병원을 점령하고 부상자 수천 명을 화염방사기로 불태웠다. 바르샤바 봉기 진압 작전의 총사령관이자 디를레방거의 상관이던 SS 장교 에리히 폰 뎀 바흐-젤렙스키는 디를레방거 여단이 "전형적인 용병의 성격"을 가진 부대였다고 표현했다. 디를레방거는 1944년 8월 15일 봉기를 진압하고 시민들에게 엄포를 놓은 공로를 인정받아 SS 상급지도자로 최종 승진했다.
이후 그는 1944년 10월 슬로바키아 민족 봉기를 진압하기 위해 부하들을 이끌고 갔다가 결과적으로 헝가리와 동부 독일의 최전선에 배치되어 진군하는 붉은 군대와 맞서 싸웠다. 1945년 2월 부대는 다시 확장되어 SS 척탄병 사단으로 재지정되었다. 같은 달, 디를레방거는 브란덴부르크의 구벤(Guben) 지역에서 소련군과의 전투 중 가슴에 총을 맞아 후방으로 보내졌고, 4월 22일 그는 잠적했다.

## 죽음
1945년 6월 1일 디를레방거는 슈바벤의 작은 마을 알츠하우젠(Altshausen)에서 민간인으로 위장하고 오두막에 숨어있다가 프랑스 점령군 당국에 의해 체포되었다. 신원이 유대인 강제 수용소 출신자들에게서 확인되고 나서 그는 수감 시설로 이송되었다. 그는 6월 5일에서 7일 사이에 알츠하우젠의 수감 시설에서 학대의 결과로 사망한 것으로 추정된다. 다만 그의 사망에 관해서는 상충되는 여러 보고가 있다. 그는 훗날 많은 역사가들과 연구자들에 의해 부정할 수 없이 극도로 잔혹한 인물로 평가되었다.

## 같이 보기
- 디를레방어 여단
- 브로니슬라프 카민스키